# Bomaanslag in Karachi op 26 juni 2013
De bomaanslag in Karachi op 26 juni 2013 nabij Burns Road was gericht op een konvooi met Maqbool Baqir, een rechter aan het hooggerechtshof van Sindh. De aanslag vond plaats tijdens het ochtendlijke spitsuur. De bom, die bevestigd was aan een motorfiets, werd op afstand tot ontploffing gebracht.
Minstens negen mensen, waaronder zeven politieagenten, kwamen om bij de aanslag en vijftien anderen raakten gewond. Tehrik-i-Taliban Pakistan, de Pakistaanse taliban, heeft de verantwoordelijkheid voor de aanslag opgeëist. De taliban zou de rechter hebben geviseerd omwille van "beslissingen gericht tegen de taliban en de moedjahedien". De rechter houdt zich vaak bezig met terreurdossiers en heeft aan verscheidene terreurrechtzaken deelgenomen.
Maqbool Baqir overleefde de aanslag, maar werd zwaargewond naar een plaatselijk ziekenhuis overgebracht. Later werd hij overgebracht naar een privéziekenhuis, waar hij een operatie onderging. Zijn toestand was stabiel.